# Corinna anomala
Corinna anomala là một loài nhện trong họ Corinnidae.
Loài này thuộc chi Corinna. Corinna anomala được Joachim Schmidt miêu tả năm 1971.